# Pachygnatha leleupi
Pachygnatha leleupi là một loài nhện trong họ Tetragnathidae.
Loài này thuộc chi Pachygnatha. Pachygnatha leleupi được miêu tả năm 1952 bởi Lawrence.